# Musée de l'école et de la mine de Harnes
Le musée de l'École et de la Mine de Harnes (MEM) est un musée ethnographique français créé en 1981 dans la ville de Harnes (Pas-de-Calais) par des bénévoles regroupés en association sous le nom des Amis de l'école et de la mine.

## Historique
La salle de classe est conservée depuis 1913. Le musée ouvre en 1981. La première journée portes ouvertes des monuments historiques a lieu en 1984, puis sont celles des Journées européennes du patrimoine en 1991.

## Présentation
Le musée de l'École et de la Mine de Harnes est un circuit couvert de douze petites salles et de deux galeries minières équipées au sous-sol.
Le thème de la mine est abordé au travers une lampisterie accompagnée d’une mini salle des pendus. Puis on découvre une salle réservée au matériel minier moderne et une salle de géologie minière. On parcourt ensuite différentes pièces sur les techniques de travail et les dangers liés à la mine comme les coups de grisou ou la salle des maladies professionnelles (silicose). Enfin la vie du mineur est mise en scène dans un intérieur de cuisine et un café de fosse.
Le thème de l'école est abordé dans deux salles réservées à l’univers scolaire du début du XXe siècle, dont une salle de classe des années 1900 reconstituée,.